# Partit Popular Gallec
El Partit Popular Gallec (Partido Popular Galego, PPG) fou un partit galleguista de centre.
Fou fundat en juliol de 1976 en unir-se la Unión Democrática de Galicia liderada per Xaime Illa Couto i l'Esquerda Democrática Galega, liderada per Fernando García Agudín, i vinculada a la Izquierda Democrática de Joaquín Ruiz Jiménez. Aviat s'hi formaren dos grups, els partidaris del manteniment del partit amb una clara definiciño galleguista i els que eren partidaris d'integrar-se en la UCD.

## Ideologia
El PPG es definia com a partit galleguista, federalista i d'inspiració humanista i comunitària que pretenia connectar amb les classes mitjana i els sectors il·lustrats gallecs amb la finalitat que s'identifiqués nacionalisme amb independentisme revolucionari. Pretenia esdevenir la versió gallega dels partits europeus que formaven part de la Internacional Demòcrata Cristiana (particularment la CDU alemanya) i alhora recollir el testimoni del Partit Galleguista de la Segona República Espanyola.

## Trajectòria
Participà en les activitats de l'Equip Demòcrata Cristià de l'Estat Espanyol, encara que no s'hi va integrar. Participà com a observador en la constitució del Consello de Forzas Políticas Galegas però no s'hi integrà per les seves diferències ideològiques amb la UPG. Nogensmenys, va mantenir conserves amb un altre dels integrants del Consello, el Partit Socialista Gallec, per a anar plegats a les eleccions, però no s'arribà a materialitzar.
Participà en les eleccions generals espanyoles de 1977 en coalició amb el Partit Gallec Social Demòcrata, formant la Candidatura Democràtica Gallega, però només va obtenir 23.014 vots. Una part del partit aleshores es va integrar dins la UCD, mentre que la resta, amb suport de Manuel Beiras, Ramón Martínez López, Avelino Pousa Antelo i Xaime Illa es van dissoldre el 1979 per a refundar amb el PGSD el Partit Galleguista.
Fou principalment un partit de quadres que només tenia 117 afiliats en 1977. Gonzalo Rey Lama fou el secretari executiu entre 1977 i 1979. Entre els seus membres hi destacaren Carlos Baliñas i Xerardo Fernández Albor, captat per Manuel Fraga Iribarne per a ser cap de la candidatura d'Alianza Popular a la Xunta de Galicia a les eleccions al Parlament de Galícia de 1981.